# Rafał Wiechecki
Rafał Sylwester Wiechecki [rafau vjechecki] (* 25. září 1978 Piotrków Trybunalski) je polský politik, ministr mořského hospodářství za Ligu polských rodin a poslanec Sejmu.

## Biografie
Rafał Wiechecki je absolventem práv, managementu a marketingu na Štětínské univerzitě. Od prosince 2005 je advokátem.
V mládí se angažoval v Všepolské mládeži, v roce 2005 byl zvolen za Ligu polských rodin poslancem Sejmu a 5. května 2006 se stal ministrem mořského hospodářství a nejmladším ministrem v polské historii. V létě 2006 bylo jeho jméno spojováno s vykázáním nizozemské lodi Rotterdam, která měla na palubě nebezpečný azbestový náklad, z polských vod.
Rafał Wiechecki je fanouškem fotbalového klubu Widzew Łódź. Když mu bylo dvacet let, objevila se jeho fotografie, na které hrozí pěstí, na titulní straně časopisu Polityka.
Rafał Wiechecki píše články do řady časopisů mezi něž patří i Nowa Myśl Polska, Wszechpolak a Myśl.pl.